# Thesium arvense
Thesium arvense är en sandelträdsväxtart som beskrevs av Horvátovszky. Thesium arvense ingår i släktet spindelörter, och familjen sandelträdsväxter. Inga underarter finns listade i Catalogue of Life.